# Tim Köther
Tim Köther (* 22. Februar 2001 in Aachen) ist ein deutscher Fußballspieler.

## Karriere
Nach seinen Anfängen in der Jugend von Concordia Oidtweiler und des TSV Hertha Walheim wechselte er im Sommer 2018 in die Jugendabteilung von Alemannia Aachen. Für seinen Verein bestritt er 23 Spiele in der A-Junioren-Bundesliga, bei denen ihm sieben Tore gelangen. Im Sommer 2019 wechselte er in die Jugendabteilung von Fortuna Düsseldorf. Nach 20 Spielen in der A-Junioren-Bundesliga, bei denen ihm fünf Tore gelangen, wurde er im Sommer 2020 in den Kader der zweiten Mannschaft in der Regionalliga West aufgenommen. Dort kam er  zu seinem Profidebüt in der 2. Bundesliga, als er am 12. März 2022, dem 26. Spieltag, beim 1:1-Auswärtsunentschieden gegen den SC Paderborn 07 von Beginn an spielte und dabei eine Torvorlage beisteuerte. Dabei wurde er in der 74. Minute gegen Phil Sieben ausgewechselt.
Im Sommer 2022 erfolgte sein Wechsel zum Ligakonkurrenten 1. FC Heidenheim, für den er am 17. März 2023 (25. Spieltag) beim 5:2-Sieg im Heimspiel gegen den Karlsruher SC zum Einsatz kam. Am Ende der Spielzeit 2022/23 stieg er mit dem Klub als Zweitliga-Meister in die  Bundesliga auf.
Ende August 2023 wurde er für den Rest der Spielzeit an den Drittligisten MSV Duisburg ausgeliehen.
Im August 2024 wechselte er in die Niederlande zur Roda JC Kerkrade.

## Erfolge
- Meister 2. Bundesliga 2023 und Aufstieg in die Bundesliga